# Dobi-III
Dobi-III là mẫu máy bay thứ ba và cũng là máy bay cuối cùng thuộc dòng máy bay Dobi của Litva, do Jurgis Dobkevičius thiết kế.

## Tính năng kỹ chiến thuật
Đặc tính tổng quan
- Kíp lái: 1
- Chiều dài: 6,4 m (21 ft 0 in)
- Sải cánh: 12,5 m (41 ft 0 in)
- Động cơ: 1 × BMW IIIa , 136 kW (182 hp)

Hiệu suất bay
- Vận tốc cực đại: 250 km/h (155 mph; 135 kn)